# Ligne Sunzu
La ligne Sunzu (駿豆線, Sunzu-sen) est une ligne ferroviaire de la compagnie Izuhakone Railway située dans la préfecture de Shizuoka au Japon. Elle relie la gare de Mishima à Mishima à la gare de Shuzenji à Izu.

## Caractéristiques

### Ligne
- longueur : 19,8 km
- écartement des voies : 1 067 mm
- nombre de voies : 1
- électrification : courant continu 1500 V
- vitesse maximale : 85 km/h

### Services et interconnexion
La ligne est parcourue par des trains omnibus ainsi que par le Limited Express Odoriko en provenance de la ligne principale Tōkaidō.

### Liste des gares
La ligne comporte 13 gares identifiées par les lettres IS.
| Numéro | Gare                 | Nom japonais | Distance (km) | Correspondances                                           | Localisation | Localisation           |
| ------ | -------------------- | ------------ | ------------- | --------------------------------------------------------- | ------------ | ---------------------- |
| IS01   | Mishima              | 三島         | 0             | JR Central : Shinkansen Tōkaidō, Tōkaidō (interconnexion) | Mishima      | Préfecture de Shizuoka |
| IS02   | Mishima-Hirokōji     | 三島広小路   | 1,3           |                                                           | Mishima      | Préfecture de Shizuoka |
| IS03   | Mishima-Tamachi      | 三島田町     | 2,0           |                                                           | Mishima      | Préfecture de Shizuoka |
| IS04   | Mishima-Futsukamachi | 三島二日町   | 2,9           |                                                           | Mishima      | Préfecture de Shizuoka |
| IS05   | Daiba                | 大場         | 5,5           |                                                           | Mishima      | Préfecture de Shizuoka |
| IS06   | Izunitta             | 伊豆仁田     | 7,0           |                                                           | Kannami      | Préfecture de Shizuoka |
| IS07   | Baraki               | 原木         | 8,5           |                                                           | Izunokuni    | Préfecture de Shizuoka |
| IS08   | Nirayama             | 韮山         | 9,8           |                                                           | Izunokuni    | Préfecture de Shizuoka |
| IS09   | Izunagaoka           | 伊豆長岡     | 11,4          |                                                           | Izunokuni    | Préfecture de Shizuoka |
| IS10   | Takyō                | 田京         | 14,2          |                                                           | Izunokuni    | Préfecture de Shizuoka |
| IS11   | Ōhito (ja)           | 大仁         | 16,6          |                                                           | Izunokuni    | Préfecture de Shizuoka |
| IS12   | Makinokō             | 牧之郷       | 18,6          |                                                           | Izu          | Préfecture de Shizuoka |
| IS13   | Shuzenji             | 修善寺       | 19,8          |                                                           | Izu          | Préfecture de Shizuoka |

## Matériel roulant
Les services omnibus sont effectués par des trains de série 1300 (ex Seibu Railway série 101), 3000 et 7000 tandis que les services Odoriko sont effectués par des trains de série E257 appartenant à la JR East.

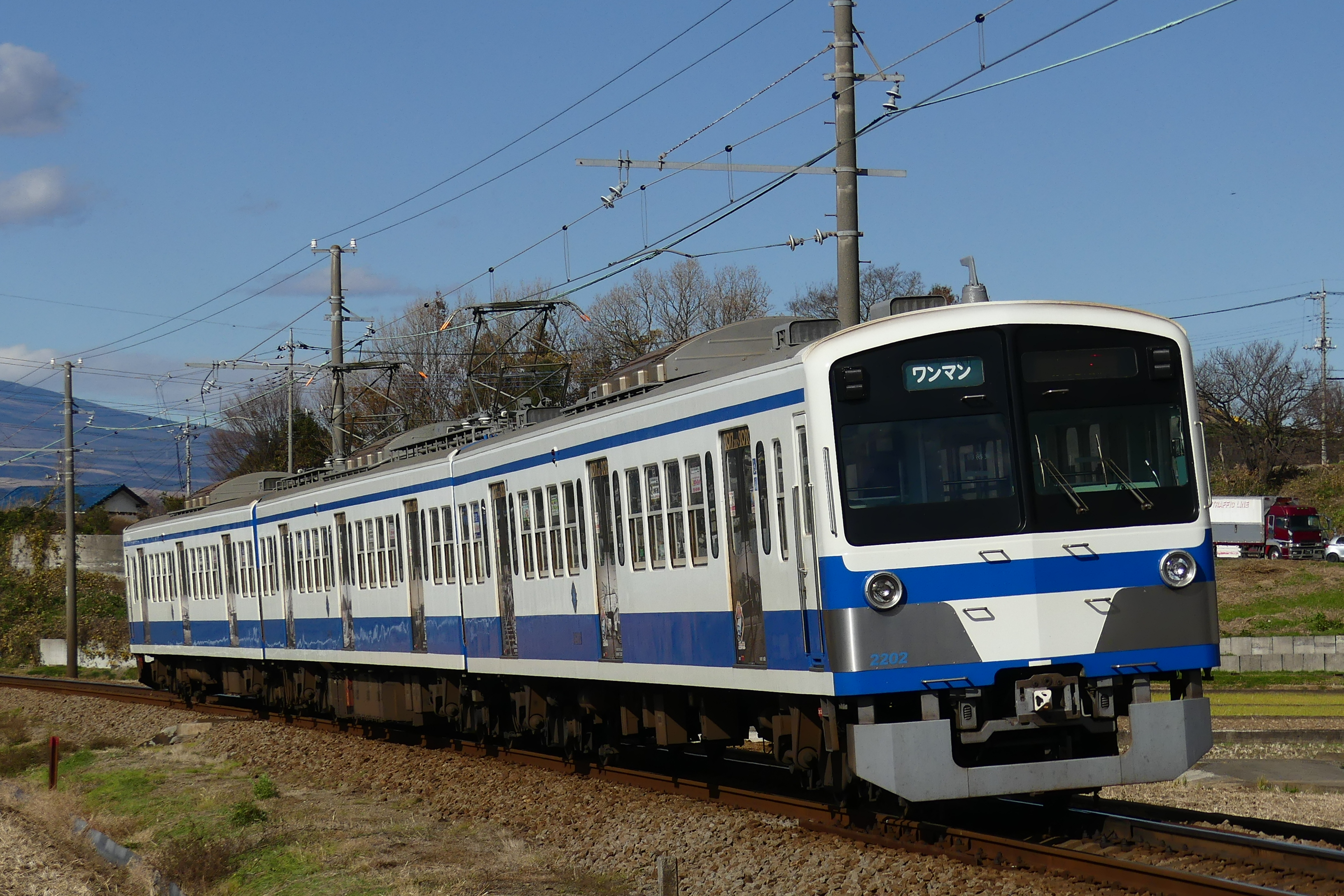
Izuhakone série 1300
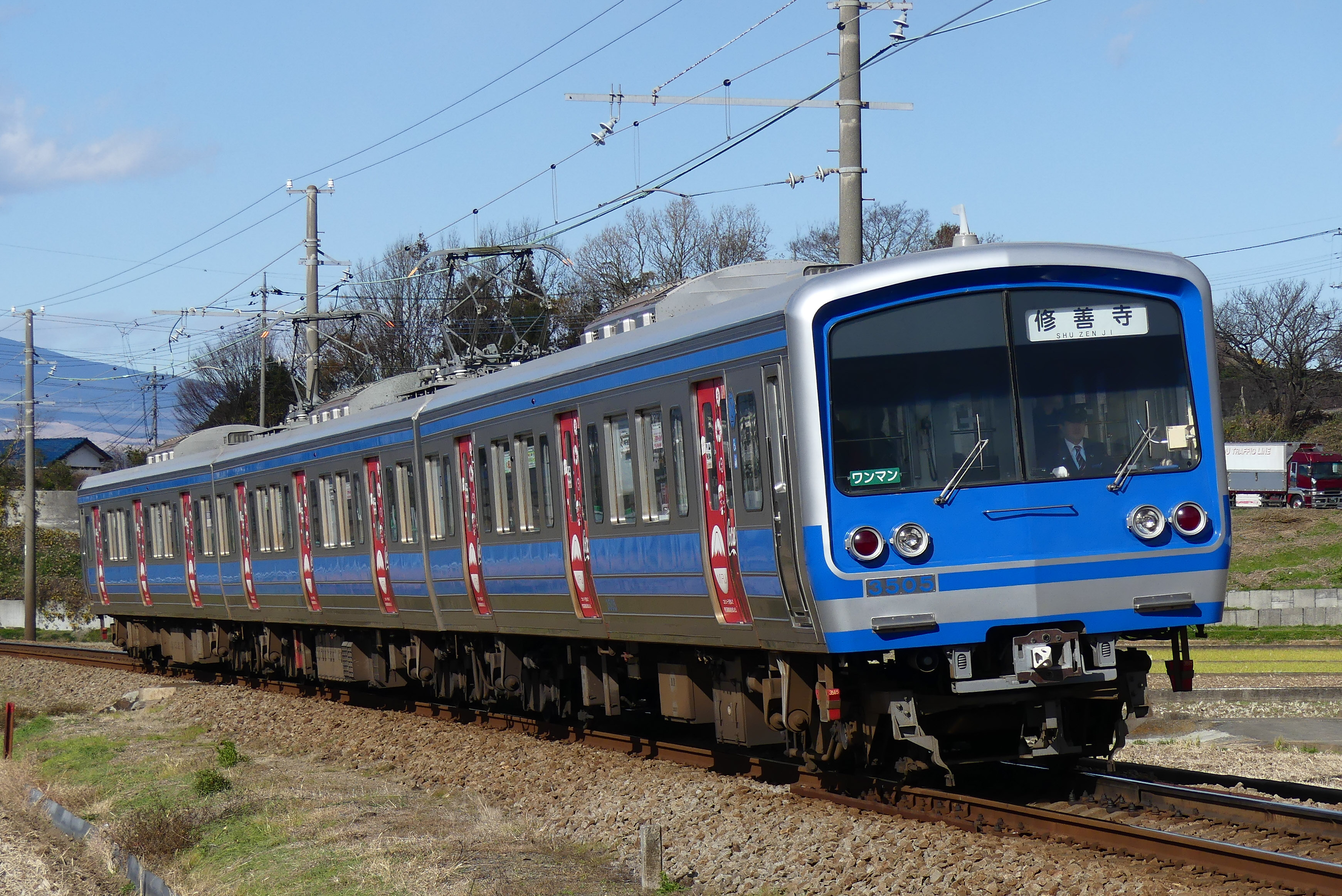
Izuhakone série 3000
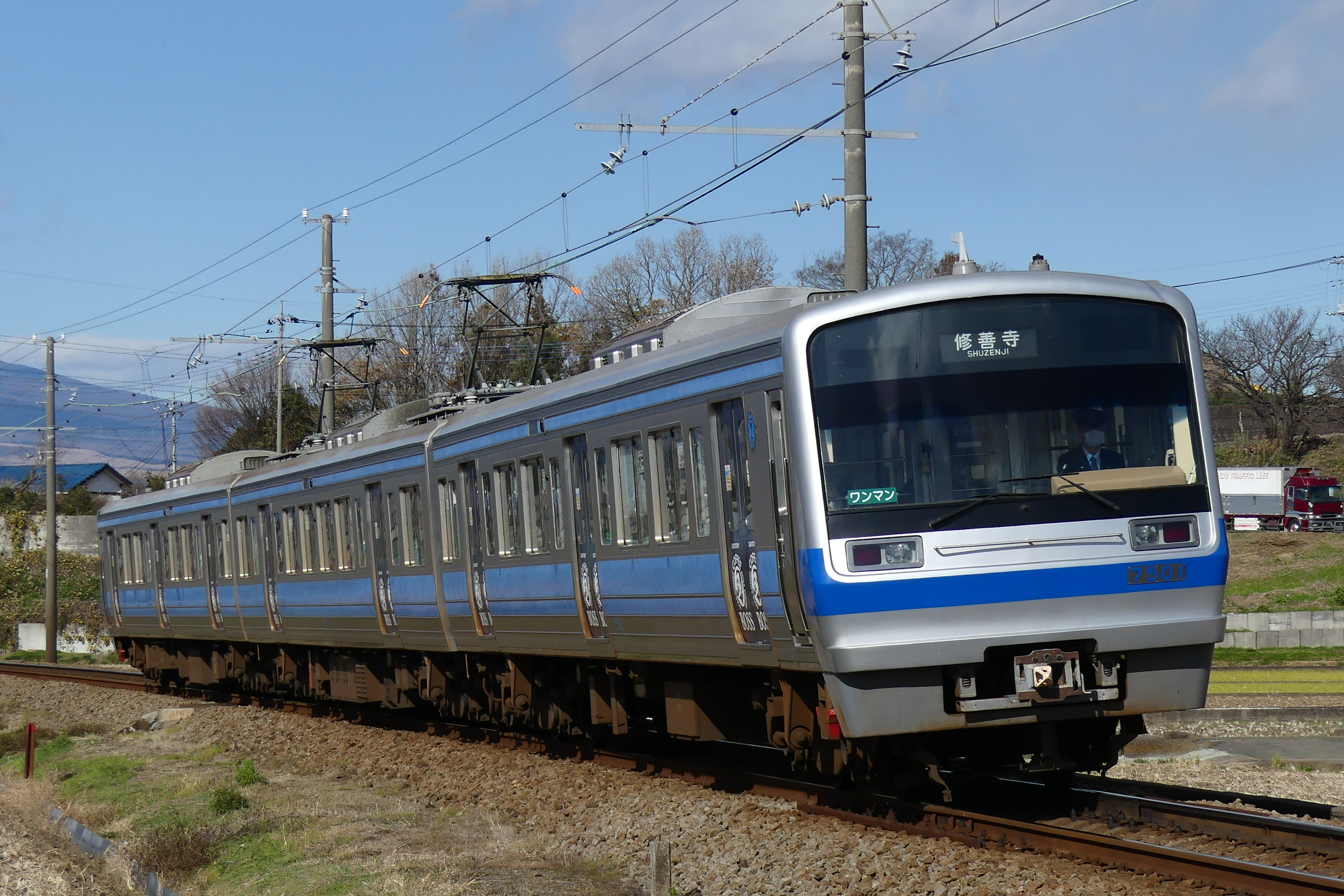
Izuhakone série 7000
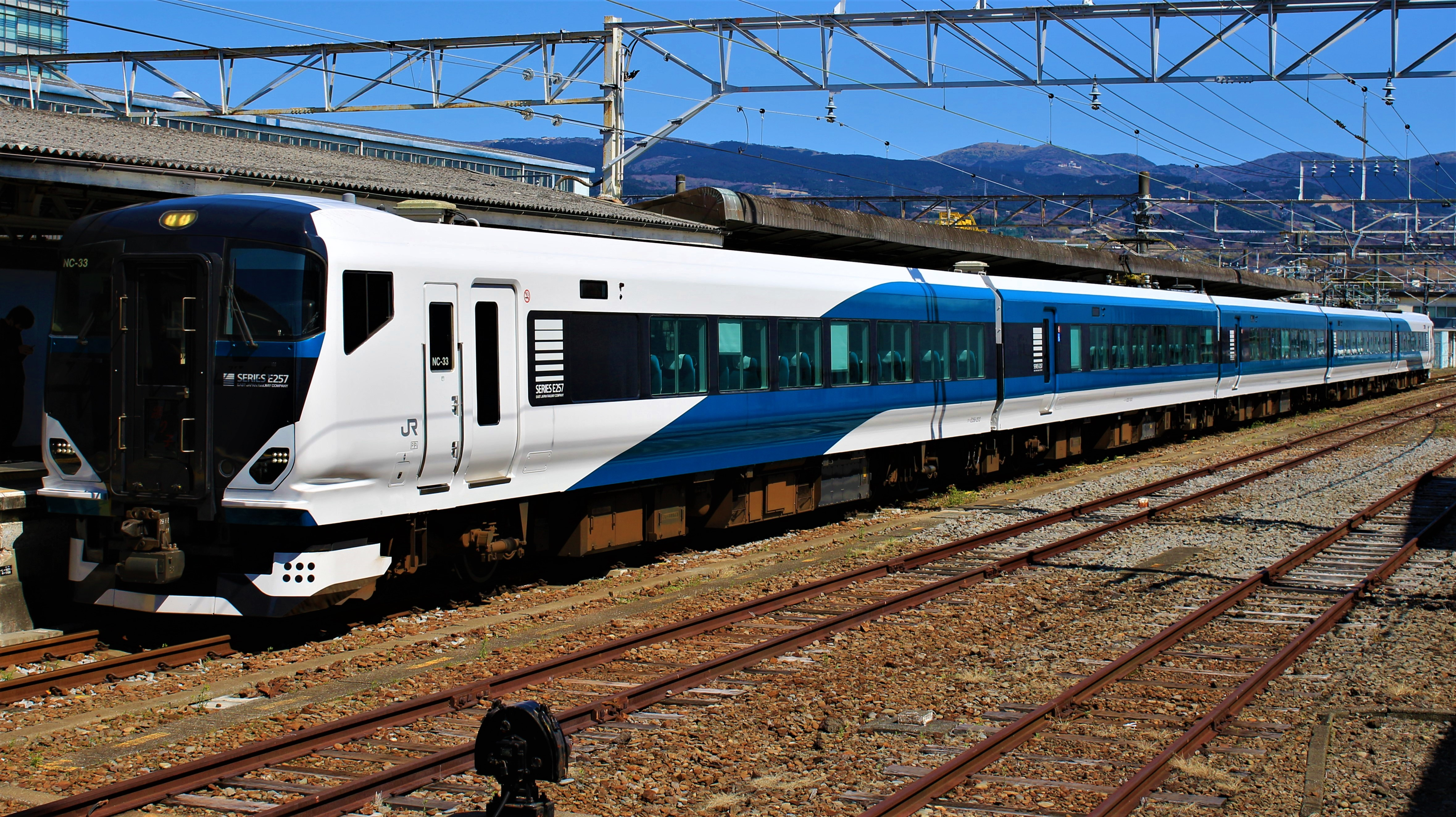
JR East série E257